# Norma Duval
Norma Duval (Barcelona, 4 d'abril de 1956) és el nom artístic de Purificación Martín Aguilera, una ballarina de cabaret i vedet de revista. Ha estat casada amb el jugador de bàsquet Marc Ostarcevic, amb qui té tres fills. Actualment és parella de l'alemany Mattias Kühn, que té en propietat l'illa de Tagomago (Illes Balears), una de les poques illes privades del Mediterrani.
El 1973 va ser nomenada "Miss Madrid" i poc després va començar a actuar de noia maca a diversos teatres de la ciutat, amb Valerio Lazarov com a padrí artístic. Va fer d'hostessa al programa de TVE ¡Señoras y señores! i va passar al gènere de revista. Va ser vedet dels cabarets Lido, Moulin Rouge i Folies Bergère de París. Va crear la seva pròpia companyia de revista, la Norma y su ballet, que va actuar a Espanya, Itàlia i Mèxic.
A la dècada del 1980 va participar en diverses pel·lícules espanyoles de les anomenades del destape. Amb el final d'aquest gènere va passar a la televisió, presentant programes d'entreteniment i protagonitzant anuncis publicitaris. Ha estat assídua protagonista de la premsa del cor.